# 11
Glej tudi: število 11
11 (XI) je bilo navadno leto, ki se je po julijanskem koledarju začelo na četrtek.

## Dogodki
- Germanik zavzame spodnjo Germanijo in Ren.